# The Dirty Story: The Best of Ol' Dirty Bastard
Albums de Ol' Dirty Bastard
Nigga Please
(1999) The Trials and Tribulations of Russell Jones
(2002)
The Dirty Story: The Best of Ol' Dirty Bastard est une compilation d'Ol' Dirty Bastard, sortie le 28 août 2001.

## Liste des titres
| No  | Titre | Durée |
| --- | --- | ----- |
| 1.  | Shimmy Shimmy Ya |       |
| 2.  | Brooklyn Zoo |       |
| 3.  | Got Your Money (featuring Kelis) |       |
| 4.  | Dirty Dancin' (featuring Method Man) |       |
| 5.  | Raw Hide (featuring Method Man et Raekwon) |       |
| 6.  | Protect Ya Neck II the Zoo (featuring 12 O'Clock, 60 Second Assassin, Buddha Monk, Killah Priest, Murdoc, Prodigal Sunn, Shorty Shit Stain et Zu Keeper) |       |
| 7.  | Recognize (featuring Chris Rock) |       |
| 8.  | Cold Blooded |       |
| 9.  | Fantasy (Remix) (featuring Mariah Carey) |       |
| 10. | I Can't Wait |       |
| 11. | Good Morning Heartache (featuring Lil' Mo) |       |